# Leszek Pokładowski
Leszek Pokładowski (ur. 19 maja 1974 w Bytowie) – polski piłkarz występujący na pozycji obrońcy lub pomocnika. 
Jest wychowankiem klubu Grom Studzienice, skąd przeszedł do Baszty Bytów. Większość swojej kariery spędził w Pogoni Szczecin, gdzie występował aż przez 9 lat. Grał również w klubach: GKS Bełchatów, Kujawiak Włocławek, Ruch Chorzów, oraz w niemieckich SV 07 Eschwege i Pasewalker FV.
W I lidze zadebiutował jako piłkarz Pogoni 12 marca 1994 w meczu przeciwko Lechowi Poznań (0-0).
W sumie w ekstraklasie rozegrał 159 meczów (wszystkie w barwach Pogoni) i zdobył 3 bramki.